# Теокаревићи
Теокаревићи су породица индустријалаца из Параћина и Лесковца.

### Порекло
Теокаревићи су пореклом из из Албаније одакле се Теохар доселио у Параћин. Славе Св. Николу.

### Димитрије Теокаревић
Димитрије Мита Теокаревић, народни посланик и председник Општине Лесковац. Основао је прву фабрику гајтана у месту Стројковце, а касније и Вучју код Лесковца. У Параћину је 1921. основао предузеће под називом „Влада Теокаревић и комп”, односно подигао фабрику текстила.
Његови синови су Влада, Лазар и Славко, а кћерка је била удата за Николића чији син је инж. Предраг Николић.

### Влада Теокаревић
Влада Теокаревић био је индустријалац из Параћина.
Индустрија Теокаревић је била лиферант Министарства војске и морнарице, којем испоручује тканине и готове моделе.

### Имања
Вредност целокупне имовине Теокаревића је 1925. године процењена на 45 милиона динара, а имовина фабрике штофа је у односу на 1922. године дуплирана.